# Cherokee County, Alabama
Cherokee County är ett county i den amerikanska delstaten Alabama. 2012 uppskattades countyt ha 26 021 invånare. Den administrativa huvudorten (county seat) är Centre.

## Geografi
2013 hade countyt en total area på 1 553,94 km². 1 434,13 km² av arean var land och 119,81 km² var vatten.

### Angränsande countyn
- DeKalb County, Alabama - nord
- Chattooga County, Georgia - nordöst
- Floyd County, Georgia - öst
- Polk County, Georgia - sydöst
- Cleburne County, Alabama - syd
- Calhoun County, Alabama - syd
- Etowah County, Alabama - väst